# Johann Georg Pisendel
Johann Georg Pisendel (Cadolzburg, 26 de diciembre de 1687 - Dresde, 25 de noviembre de 1755) fue un violinista y compositor alemán.
Sus primeros estudios musicales los hizo con su padre. En 1697 formó parte del coro de la corte de Ansbach, donde fue alumno de Giuseppe Torelli. En 1703 fue empleado como violinista de la orquesta a pesar de recortes en el personal. En 1709 hizo un viaje a Leipzig pasando por Weimar, donde conoció a Johann Sebastian Bach. En Leipzig fue temporalmente director del Collegium musicum fundado por Georg Philipp Telemann, al que conoció. En 1711 le fue ofrecido un puesto en la orquesta de la corte de Darmstadt, pero lo rechazó.
Al año siguiente, en 1712, aceptó un puesto en la orquesta de la corte de Dresde, donde permanecería empleado el resto de su vida. Hizo un viaje a Italia con el príncipe de Sajonia en los años 1716/1717. Visitó Venecia y conoció a Antonio Vivaldi con quien pronto entabló una estrecha amistad. Vivaldi le dedicó cuatro sonatas, cinco conciertos y una sinfonía, escritos entre 1717 y 1720, que llevan la dedicación „fatte p. Mr. Pisendel“. Los manuscritos originales de estas obras se encuentran en la biblioteca de la universidad de Dresde. 
En 1718, de regreso en Dresde, tomó clases de composición con Johann David Heinichen. En 1728 fue nombrado concertino de la orquesta de la corte de Dresde, que era una de las más importantes de la época y que por un tiempo estuvo dirigida por Johann Adolph Hasse. En Dresde también conoció e hizo amistad con Jan Dismas Zelenka. Ayudó a publicar póstumamente las obras de Zelenka.
Las composiciones de Pisendel son pocas, pero de alta calidad. Sólo sobreviven obras instrumentales, incluyendo diez conciertos para violín, cuatro conciertos para orquesta, dos sonatas para violín, un trío y una sinfonía. Fue el violinista alemán más importante de su época y le fueron dedicados conciertos para violín por Tomaso Albinoni, Antonio Vivaldi y Georg Philipp Telemann.

## Biografía
Pisendel nació un 26 de diciembre de 1687, siguiendo el calendario juliano de la época (usado en Alemania hasta 1700 y en España hasta 1582) – lo que corresponde en nuestro  calendario gregoriano actual al 5 de enero de 1688, –  en Cadolzburg, una pequeña ciudad alemana en Baviera cercana de Núremberg, donde su padre Simon Pisendel era el cantor y organista. 
A la edad de nueve años, Johann Georg se convirtió en niño de coro en la capilla de la corte de Ansbach, donde el cantante Francesco Antonio Pistocchi era director musical y el violinista y compositor Giuseppe Torelli era concertista. Se cree que Pisendel estudió violín con Torelli. Después de que se le rompió la voz, Pisendel pasó a tocar el violín en la Orquesta de la Corte. En 1709, se fue de Dresde a Leipzig para continuar sus estudios musicales.
De camino a Leipzig, conoció a Johann Sebastian Bach en Weimar.  Pisendel fue miembro del Collegium Musicum fundado por Georg Philipp Telemann, y lo dirigió entre 1710 y 1711, mientras que Melchior Hoffmann realizó una gira de conciertos. En 1711, después de actuar en Darmstadt en una ópera de Christoph Graupner, se le ofreció un puesto en la orquesta de la corte de esa ciudad, pero se negó. 
En 1711, se le ofreció un puesto como violinista principal en la Orquesta de la Corte de Dresde, a la que se incorporó en enero de 1712. Estudió composición allí con Johann David Heinichen.  Permaneció con la orquesta de Dresde por el resto de su vida. Fue enviado a representar la cultura de Dresde en Europa por el elector Federico Augusto II, a París en 1714, a Berlín en 1715 y a Venecia en 1716, donde permaneció nueve meses y estudió con Antonio Vivaldi.
En 1730, Pisendel se convirtió oficialmente en concertino de la Orquesta de la Corte de Dresde, puesto que ya había ocupado desde la muerte de Jean-Baptiste Volumier en 1728.  Los alumnos de Pisendel incluían a Franz Benda y Johann Gottlieb Graun.

Pisendel murió en Dresde el 25 de noviembre de 1755. 

## Curiosidades

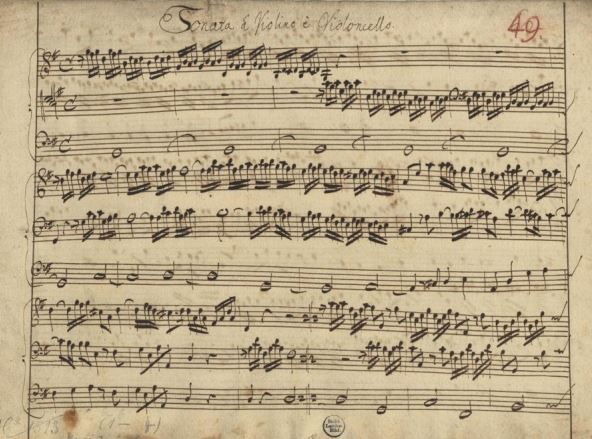
Manuscrito de Pisendel de la Trío sonata para violín, violonchelo y continuo en Sol mayor RV 820

Sabemos que Torelli fue profesor de Vivaldi gracias a Pisendel, que tuvo la oportunidad de copiar de los archivos de Torelli una sonata compuesta por Vivaldi. Pisendel guardó la sonata y años más tarde se la llevó con él a Dresde. La partitura perdió en el camino (o en el transcurso de los años) varias páginas, entre ellas la portada, dónde Pisendel escribía el nombre del compositor, así que la pieza permaneció en silencio en Dresde como una obra anónima hasta 2014, cuando fue identificada e interpretada por primera vez en tiempos modernos por Scaramuccia en el programa De Musyck Kamer de la radio holandesa Concertzender. Ahora está catalogada como la Trío sonata para violín, violonchelo y continuo en Sol mayor RV 820.